# Alaskas administrativa indelning

Karta över Alaskas boroughs (i grönt), städer som utgör boroughs (i blått) samt folkräkningsområden (i gult) sedan 2019.

Förenta staternas delstat Alaska delas in i 20 boroughs. Många av de mer tätbebyggda områdena i Alaska delas in i dessa boroughs, som fungerar ungefär som counties i övriga USA. Utöver dessa finns en oorganiserad borough, som täcker resten av delstatens yta.
Från och med 1970 års folkräkning delade United States Census Bureau tillsammans med delstaten in den oorganiserade boroughen i tolv folkräkningsområden (10 2015), som sedan har fått ändrade gränser i takt med att fler boroughs har skapats. Dessa områden har ingen lokal styrning, utan existerar enbart för att samla statistiska data. Boroughs och folkräkningsområden räknas av folkräkningsbyrån som jämlikar till counties i övriga USA.
Några områden i den oorganiserade boroughen tar emot vissa grundläggande tjänster från delstaten, såsom polis och utbildning.
Åtta av boroughsen fungerar även som städer, dessa är Juneau, Haines, Sitka, Yakutat, Anchorage, Skagway, Petersburg och Wrangell.

## Alfabetisk lista

### Boroughs
| Borough                      | Säte        | Grundad | Folkmängd 2010 | Yta (km²) 2010 | Karta |
| ---------------------------- | ----------- | ------- | -------------- | -------------- | ----- |
| Aleutians East Borough       | Sand Point  | 1987    | 3 141          | 18 099         |       |
| Anchorage                    | Anchorage   | 1975    | 291 826        | 4 395          |       |
| Bristol Bay Borough          | Naknek      | 1962    | 997            | 1 308          |       |
| Denali Borough               | Healy       | 1990    | 1 826          | 33 022         |       |
| Fairbanks North Star Borough | Fairbanks   | 1964    | 97 581         | 19 078         |       |
| Haines                       | Haines      | 1968    | 2 508          | 6 071          |       |
| Juneau                       | Juneau      | 1970    | 31 275         | 7 034          |       |
| Kenai Peninsula Borough      | Soldotna    | 1964    | 55 400         | 41 473         |       |
| Ketchikan Gateway Borough    | Ketchikan   | 1963    | 13 477         | 12 536         |       |
| Kodiak Island Borough        | Kodiak      | 1963    | 13 592         | 16 990         |       |
| Lake and Peninsula Borough   | King Salmon | 1989    | 1 631          | 61 595         |       |
| Matanuska-Susitna Borough    | Palmer      | 1964    | 88 995         | 63 926         |       |
| North Slope Borough          | Barrow      | 1972    | 9 430          | 230 035        |       |
| Northwest Arctic Borough     | Kotzebue    | 1986    | 7 523          | 92 975         |       |
| Petersburg Borough           | Petersburg  | 2013    | 3 273          | 9 917          |       |
| Sitka                        | Sitka       | 1971    | 8 881          | 7 444          |       |
| Skagway                      | Skagway     | 2007    | 968            | 1 171          |       |
| Unorganized Borough          |             | 1961    | 78 149         | 837 706        |       |
| Wrangell                     | Wrangell    | 2008    | 2 369          | 6 656          |       |
| Yakutat                      | Yakutat     | 1992    | 662            | 19 813         |       |

### Folkräkningsområden i den oorganiserade boroughen

Karta över den oorganiserade boroughen

Den oorganiserade boroughen är den del av Alaska som inte täcks av de övriga 19 boroughsen. Den täcker nästan hälften av Alaskas yta, 837 706 km².
| Folkräkningsområde                | Största stad | Folkmängd 2010 | Yta (km²) 2010 | Karta |
| --------------------------------- | ------------ | -------------- | -------------- | ----- |
| Aleutians West Census Area        | Unalaska     | 5 561          | 11 388         |       |
| Bethel Census Area                | Bethel       | 17 013         | 105 239        |       |
| Dillingham Census Area            | Dillingham   | 4 847          | 48 368         |       |
| Hoonah-Angoon Census Area         | Hoonah       | 2 150          | 19 280         |       |
| Kusilvak Census Area              | Hooper Bay   | 7 459          | 44 532         |       |
| Nome Census Area                  | Nome         | 9 492          | 59 572         |       |
| Prince of Wales-Hyder Census Area | Craig        | 5 559          | 9 738          |       |
| Southeast Fairbanks Census Area   | Deltana      | 7 029          | 64 268         |       |
| Valdez-Cordova Census Area        | Valdez       | 9 636          | 88 886         |       |
| Yukon-Koyukuk Census Area         | Galena       | 5 588          | 377 879        |       |